# Tournoi des Cinq Nations 1913
Navigation
Tournoi 1912 Tournoi 1914
Le quatrième Tournoi des Cinq Nations de 1913 se déroule du 1er janvier au 24 mars, il est remporté par l'Angleterre qui réalise son premier Grand Chelem, tandis que la France se voit attribuer sa troisième Cuillère de bois.

## Classement
| Rang | Nations        | J | V | N | D | PP | PC  | Δ   | Pts |
| ---- | -------------- | - | - | - | - | -- | --- | --- | --- |
| 1    | Angleterre (T) | 4 | 4 | 0 | 0 | 50 | -4  | +46 | 8   |
| 2    | Pays de Galles | 4 | 3 | 0 | 1 | 35 | -33 | +2  | 6   |
| 3    | Écosse         | 4 | 2 | 0 | 2 | 50 | -28 | +22 | 4   |
| 4    | Irlande        | 4 | 1 | 0 | 3 | 55 | -60 | -5  | 2   |
| 5    | France         | 4 | 0 | 0 | 4 | 11 | -76 | -65 | 0   |

- Barème des points de classement (Pts) : 2 points pour une victoire, 1 point en cas de match nul, rien pour une défaite.
- Bien que terminant quatrième, l'Irlande a la meilleure attaque.
- L'Angleterre vainqueure en faisant un Grand Chelem a la meilleure défense et la plus grande différence de points.

## Résultats
| Mercredi 1er janvier 1913 0Parc des Princes, Paris | France         | 03 - 21 | Écosse         |
| Samedi 18 janvier 1913 0Arms Park, Cardiff         | Pays de Galles | 00 - 12 | Angleterre     |
| Samedi 25 janvier 1913 0Twickenham, Londres        | Angleterre     | 20 - 0  | France         |
| Samedi 1er février 1913 0Inverleith, Édimbourg     | Écosse         | 00 - 8  | Pays de Galles |
| Samedi 8 février 1913 0Lansdowne Road, Dublin      | Irlande        | 04 - 15 | Angleterre     |
| Samedi 22 février 1913 0Inverleith, Édimbourg      | Écosse         | 29 - 14 | Irlande        |
| Samedi 1er mars 1913 0Parc des Princes, Paris      | France         | 08 - 11 | Pays de Galles |
| Samedi 8 mars 1913 0St. Helen's, Swansea           | Pays de Galles | 16 - 13 | Irlande        |
| Samedi 15 mars 1913 0Twickenham, Londres           | Angleterre     | 03 - 0  | Écosse         |
| Lundi 24 mars 1913 0Mardyke, Cork                  | Irlande        | 24 - 0  | France         |

## Les matches

### France - Écosse
| Mercredi 1er janvier 1913 Temps frais | France Capitaine : Lane | 3 - 21 (3-8) | Écosse Capitaine : F Turner                                              | Parc des Princes, Paris Bon terrain 25 000 spectateurs Arbitre : J Baxter |
| Mercredi 1er janvier 1913 Temps frais | Essai(s) : Sébédio      |              | Essai(s) : 5 B Stewart (3) R Gordon (2) Transformation(s) : 3/5 F Turner | Parc des Princes, Paris Bon terrain 25 000 spectateurs Arbitre : J Baxter |
| Mercredi 1er janvier 1913 Temps frais |                         |              |                                                                          | Parc des Princes, Paris Bon terrain 25 000 spectateurs Arbitre : J Baxter |

### Pays de Galles - Angleterre
| Samedi 18 janvier 1913 | Pays de Galles Capitaine : T Vile | 0 - 12                                                                                  | Angleterre Capitaine : N Wodehouse | Arms Park, Cardiff 20 000 spectateurs Arbitre : S Crawford |
| Samedi 18 janvier 1913 |                                   | Essai(s) : V Coates, C Pillman Transformation(s) : J Greenwood Drop(s) : Poulton-Palmer |                                    | Arms Park, Cardiff 20 000 spectateurs Arbitre : S Crawford |
| Samedi 18 janvier 1913 |                                   |                                                                                         |                                    | Arms Park, Cardiff 20 000 spectateurs Arbitre : S Crawford |

### Angleterre - France
| Samedi 25 janvier 1913 Beau temps | Angleterre Capitaine : N Wodehouse                                                      | 20 - 0 (6-0) | France Capitaine : Leuvielle | Twickenham, Londres Bon terrain 30 000 spectateurs Arbitre : J Games |
| Samedi 25 janvier 1913 Beau temps | Essai(s) : 6 Poulton (2) V Coates (2) C Pillman (2) Transformation(s) : 1/6 J Greenwood |              |                              | Twickenham, Londres Bon terrain 30 000 spectateurs Arbitre : J Games |
| Samedi 25 janvier 1913 Beau temps |                                                                                         |              |                              | Twickenham, Londres Bon terrain 30 000 spectateurs Arbitre : J Games |

### Écosse - pays de Galles
| Samedi 1er février 1913 | Écosse Capitaine : F Turner | 0 - 8                                                         | Pays de Galles Capitaine : Trew | Stade d'Inverleith, Édimbourg Arbitre : S Crawford |
| Samedi 1er février 1913 |                             | Essai(s) : 2 P Jones, C Lewis Transformation(s) : 1/2 C Lewis |                                 | Stade d'Inverleith, Édimbourg Arbitre : S Crawford |
| Samedi 1er février 1913 |                             |                                                               |                                 | Stade d'Inverleith, Édimbourg Arbitre : S Crawford |

### Irlande - Angleterre
| Samedi 8 février 1913 | Irlande Capitaine : D Lloyd | 4 - 15 (0-9) | Angleterre Capitaine : N Wodehouse                                       | Lansdowne Road, Dublin 15 000 spectateurs Arbitre : J Greenless |
| Samedi 8 février 1913 | Drop(s) : D Lloyd           |              | Essai(s) : 4 V Coates (2), C Pillman, J Ritson Pénalité(s) : J Greenwood | Lansdowne Road, Dublin 15 000 spectateurs Arbitre : J Greenless |
| Samedi 8 février 1913 |                             |              |                                                                          | Lansdowne Road, Dublin 15 000 spectateurs Arbitre : J Greenless |

### Écosse - Irlande
| Samedi 22 février 1913 | Écosse Capitaine : F Turner                                                             | 29 - 14 (18-14) | Irlande Capitaine : D Lloyd                                                       | Stade d'Inverleith, Édimbourg Arbitre : J Baxter |
| Samedi 22 février 1913 | Essai(s) : 7 T Bowie, W Purves, B Stewart (4), C Usher Transformation(s) : 4/7 F Turner |                 | Essai(s) : 2 G Schute, P Stokes Transformation(s) : 2/2 D Lloyd Drop(s) : D Lloyd | Stade d'Inverleith, Édimbourg Arbitre : J Baxter |
| Samedi 22 février 1913 |                                                                                         |                 |                                                                                   | Stade d'Inverleith, Édimbourg Arbitre : J Baxter |

### France - pays de Galles
| Jeudi 27 février 1913 Beau temps | France Capitaine : Leuvielle                                  | 11 - 8 (3-0) | Pays de Galles Capitaine : Trew                                          | Parc des Princes, Paris Bon terrain 20 000 spectateurs Arbitre : JH Milles |
| Jeudi 27 février 1913 Beau temps | Essai(s) : 2 André Failliot Transformation(s) : 1/2 Struxiano |              | Essai(s) : 3 A Davies T Williams C Lewis Transformation(s) : 1/3 C Lewis | Parc des Princes, Paris Bon terrain 20 000 spectateurs Arbitre : JH Milles |
| Jeudi 27 février 1913 Beau temps |                                                               |              |                                                                          | Parc des Princes, Paris Bon terrain 20 000 spectateurs Arbitre : JH Milles |

### Pays de Galles - Irlande
| Samedi 8 mars 1913 | Pays de Galles Capitaine : J Jones                                                            | 16 - 13 (8-8) | Irlande Capitaine : D Lloyd                                                           | St Helen's, Swansea Arbitre : J Cunningham |
| Samedi 8 mars 1913 | Essai(s) : 3 J Jones, B Lewis (2) Transformation(s) : 2/3 J Bancroft Pénalité(s) : J Bancroft |               | Essai(s) : 2 J Quinn, A Stewart Transformation(s) : 2/2 D Lloyd Pénalité(s) : D Lloyd | St Helen's, Swansea Arbitre : J Cunningham |
| Samedi 8 mars 1913 |                                                                                               |               |                                                                                       | St Helen's, Swansea Arbitre : J Cunningham |

### Angleterre - Écosse
| Samedi 15 mars 1913 | Angleterre Capitaine : N Wodehouse | 3 - 0 (3-0) | Écosse Capitaine : F Turner | Twickenham, Londres 25 000 spectateurs Arbitre : T Schoffield |
| Samedi 15 mars 1913 | Essai(s) : B Brown                 |             |                             | Twickenham, Londres 25 000 spectateurs Arbitre : T Schoffield |
| Samedi 15 mars 1913 |                                    |             |                             | Twickenham, Londres 25 000 spectateurs Arbitre : T Schoffield |

### Irlande - France
| Lundi 24 mars 1913 Temps ensoleillé | Irlande Capitaine : D Lloyd                                                       | 24 - 0 (8-0) | France Capitaine : Boyau | Mardyke, Cork Terrain lourd 6 000 spectateurs Arbitre : JH Milles |
| Lundi 24 mars 1913 Temps ensoleillé | Essai(s) : 6 J Quinn (3) W Tyrell (2) R Patterson Transformation(s) : 3/6 R.Lloyd |              |                          | Mardyke, Cork Terrain lourd 6 000 spectateurs Arbitre : JH Milles |
| Lundi 24 mars 1913 Temps ensoleillé |                                                                                   |              |                          | Mardyke, Cork Terrain lourd 6 000 spectateurs Arbitre : JH Milles |